# Jutta Balk

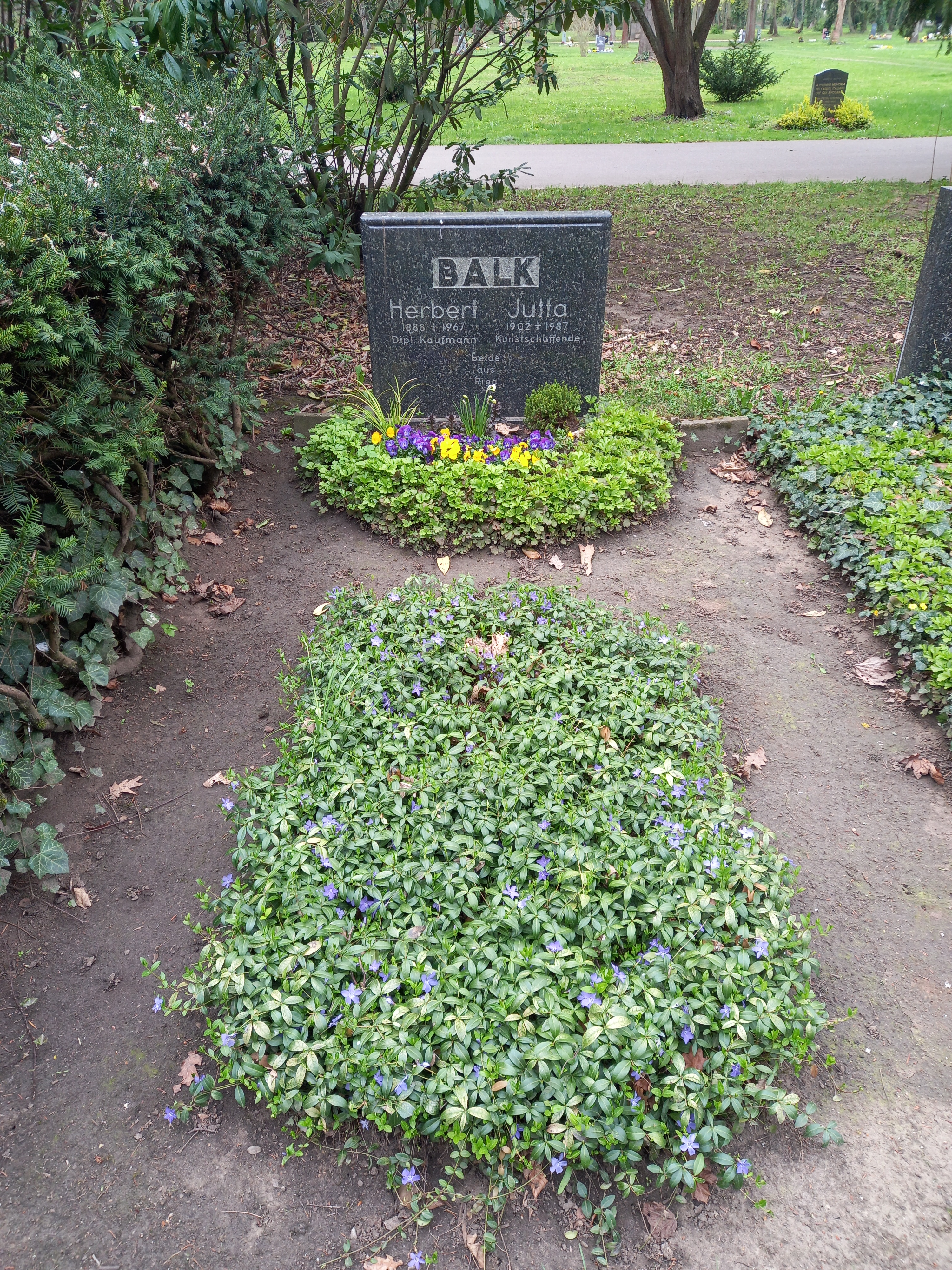
Das Grab von Jutta Balk und ihrem Ehemann Herbert auf dem Westfriedhof (Magdeburg)

Jutta Balk (* 9. Juli 1902 in Riga; † 9. August 1987 in Magdeburg) war eine deutsche Malerin, Puppengestalterin und Mitbegründerin des städtischen Puppentheaters Magdeburg.

## Leben
In ihrer Geburtsstadt Riga studierte Balk zunächst Malerei und Kunstgeschichte bei Selma Plawneek, Susa Walter und an der Akademie bei Kramareff. Zunächst war Balk als Malerin tätig. Eines ihrer Werke wurde vom Rigaer Kunstmuseum angekauft. Später war sie kunstgewerblich tätig und entwarf Badespielzeug. 1941 übersiedelte sie als so genannte Volksdeutsche nach Magdeburg, wo sie an der Volkshochschule bei Xaver Schichtl einen Kurs im Marionettenbau absolvierte. Sie begann dann als freiberufliche Puppengestalterin zu arbeiten und entwickelte einen formbaren und haltbaren Werkstoff für die Puppenkopfgestaltung. Seit 1945 führte sie in ihrer Wohnung mit selbstgebauten Puppen Puppenrevuen auf. Sie engagierte sich für die Gründung eines professionellen Puppentheaters in Magdeburg. Sie war 1946 in Magdeburg auf der Ausstellung der bildenden Künstler des Bezirks Magdeburg vertreten.
1958 folgte der Rat der Stadt ihrem Drängen und gründete das städtische Puppentheater, das bis heute fortbesteht. Bis 1967 war sie unter der Intendanz von Gustav Möller selbst an dem Theater tätig und blieb auch nach ihrem Ausscheiden Ehrenmitglied. Nebenberuflich war sie als Übersetzerin tätig und übersetzte unter anderem das Standardwerk „Mein Beruf“ des bedeutenden sowjetischen Puppenspielers Sergej Obraszow aus dem Russischen sowie den Roman „Quartier ohne Nummer“ von Gunārs Cīrulis und Anatols Imermanis aus dem Lettischen. Im Jahr 1972 wurde sie Ehrenmitglied der UNIMA.
Ihre letzte Ruhestätte befindet sich auf dem Westfriedhof Magdeburg.
Die Stadt Magdeburg hat die Jutta-Balk-Straße in der Nähe des Puppentheaters nach ihr benannt.